# Confidenza
Confidenza (ital. für „Vertrauen“) ist ein Filmdrama von Daniele Luchetti. Der Film mit Elio Germano in der Hauptrolle als in Rom arbeitender Lehrer und späterer Schriftsteller basiert auf dem gleichnamigen Roman von Domenico Starnone und feierte Ende Januar 2024 beim Internationalen Filmfestival Rotterdam seine Premiere. Ende April 2024 kam Confidenza in die italienischen Kinos.

## Handlung
Pietro ist ein angesehener Lehrer an einem Gymnasium in Rom, Teresa seine brillante und frühreife ehemalige Schülerin. Ihre Affäre ist gleichermaßen unangemessen wie leidenschaftlich. Nach einem Streit schlägt Teresa vor, dass sie einander jeweils ein Geheimnis anvertrauen, das so beschämend oder schockierend ist, dass es das Leben des jeweils anderen zerstören könnte, würde es öffentlich.

## Produktion
Der Film ist eine Adaption des Bestsellerromans Confidenza von Domenico Starnone. Dieser wurde im Jahr 2021 vom Verlag Klaus Wagenbach in einer Übersetzung von Martin Hallmannsecker unter dem deutschen Titel Im Vertrauen veröffentlicht. 
Regie führte Daniele Luchetti. Er ist besonders für seine Filme Mein Bruder ist ein Einzelkind von 2007 und La nostra vita von 2010 bekannt. Gemeinsam mit Francesco Piccolo schrieb Luchetti auch das auf Starnones Roman basierende Drehbuch. Piccolo arbeitete zuvor mit Regisseuren wie Paolo Virzì, Silvio Soldini und Marco Bellocchio zusammen und wurde 2014 mit dem Premio Strega ausgezeichnet.

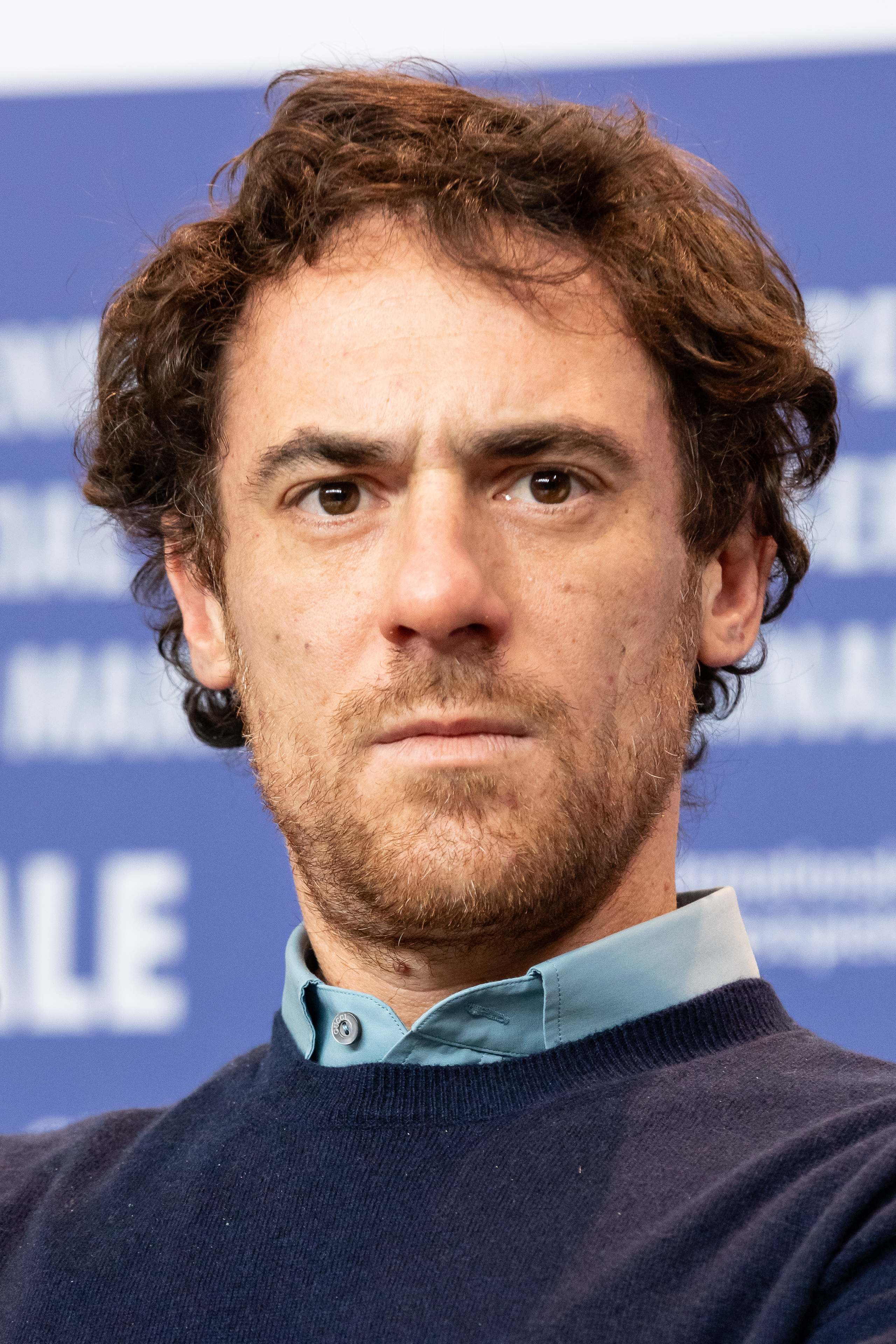
Elio Germano spielt in der Hauptrolle den Lehrer Pietro

Elio Germano spielt in der Hauptrolle den Lehrer Pietro und Federica Rosellini seine ehemalige Schülerin Teresa. In weiteren Rollen sind Vittoria Puccini, Pilar Fogliati und Isabella Ferrari zu sehen.
Die Dreharbeiten fanden in Luchettis Geburtsstadt Rom statt, wo der Film auch spielt. Kameramann Ivan Casalgrandi war zuvor bereits für Luchettis Film Was uns hält tätig.
Die Filmmusik komponierte der Brite Thom Yorke, der vor allem als Sänger der Rockgruppe Radiohead bekannt ist. Seine Soundtrack-Arbeit brachte er zuvor bereits in Filme wie Suspiria, Motherless Brooklyn, Children of Men und Vanilla Sky ein. Die Aufnahme für Confidenza erfolgte gemeinsam mit dem London Contemporary Orchestra und einem Jazzensemble, bestehend aus Tom Herbert, Tom Skinner, Byron Wallen und Pete Wareham. Das Soundtrack-Album mit insgesamt 12 Musikstücken wurde am 26. April 2024 von XL Recordings als Download veröffentlicht. Am 12. Juli 2024 erschien das Album auch als CD und auf Vinyl.
Die Weltpremiere des Films fand am 28. Januar 2024 beim Internationalen Filmfestival Rotterdam statt, wo er in der Big Screen Competition nominiert war. Der Kinostart in Italien erfolgte am 24. April 2024. Anfang Juli 2024 wird Confidenza beim Filmfest München vorgestellt.

## Auszeichnungen
David di Donatello 2025

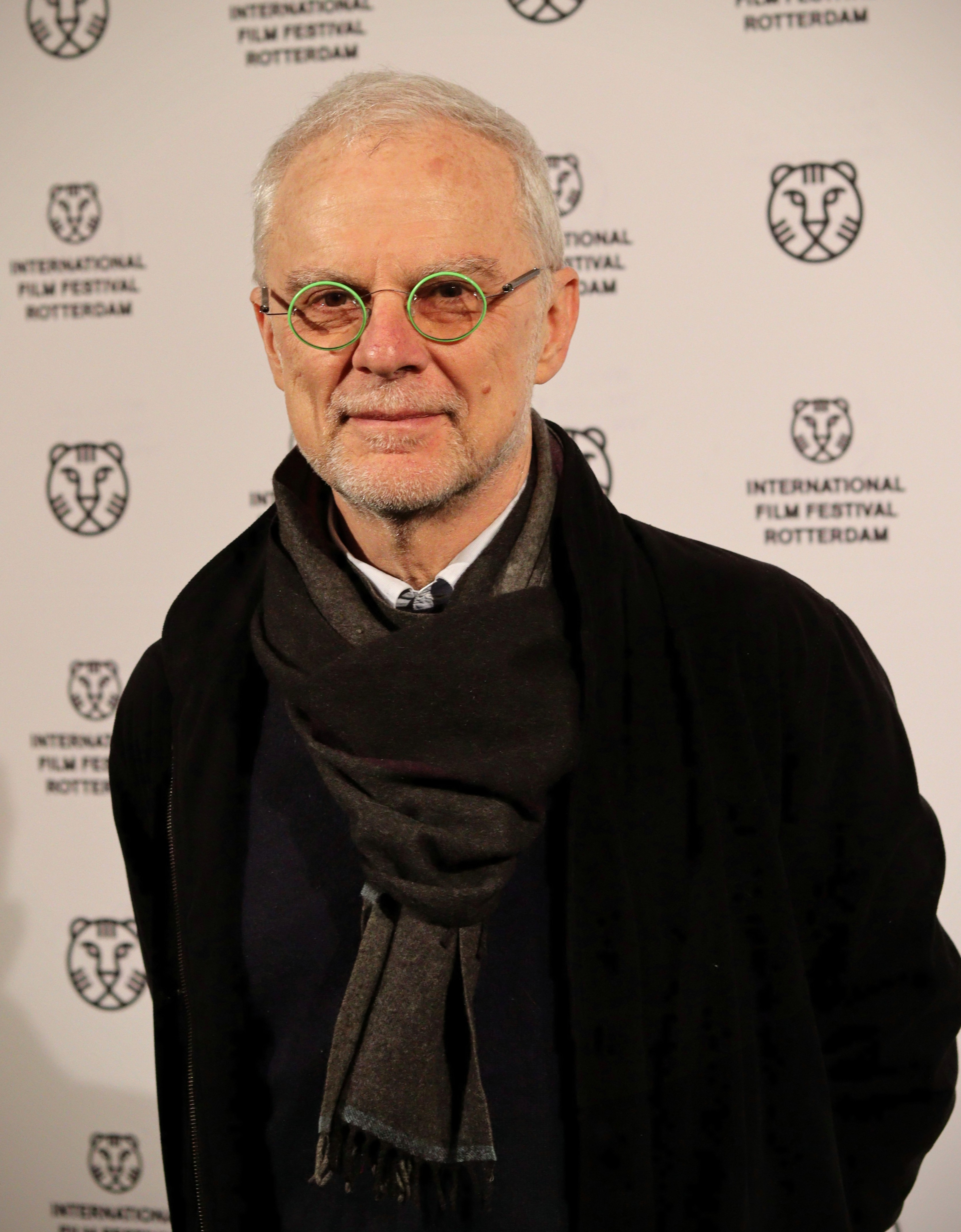
Regisseur Daniele Luchetti beim Internationalen Filmfestival Rotterdam

- Nominierung für die Beste Filmmusik (Thom Yorke)
- Nominierung als Bestes Lied („Knife Edge“, Thom Yorke)[7]

Internationalen Filmfestival Rotterdam 2024
- Nominierung im Big Screen Competition[1]

Nastro d’Argento 2024
- Nominierung als Bester Film (Daniele Luchetti)
- Nominierung für das Beste Drehbuch (Francesco Piccolo und Daniele Luchetti)
- Nominierung als Beste Hauptdarstellerin (Federica Rosellini)
- Auszeichnung als Bester Hauptdarsteller (Elio Germano)
- Nominierung für den Besten Ton (Carlo Missidenti)[8][9]